# Атанас Крлевски
Атанас Крлевски (Ташкент, 30. јул 1956) македонски писац, сатиричар, афористичар. Он је први македонски писац који је написао прву хаику збирку поезије за децу „Осмех у снегу”. Објављује у многим омладинским и студентским листовима и часописима, као иу књижевним, хумористичким и сатиричним часописима у Републици Македонији.

## Рани живот
Атанас Крлевски је рођен 1956. године у Ташкенту, данашњи Узбекистан. Године 1959. преселио се и живео у Велесу, где је завршио основно образовање у ООУ „Васил Главинов” и средње у Гимназији „Кочо Рацин”. Школовање је наставио на Електротехничком факултету у Скопљу, где је стекао звање инжењер електронике и телекомуникација.

## Стваралаштво
Поетским стваралаштвом бави се од првих школских година, а сатиром од 1977. године. У сатири је првенствено афористичар, мада у мањој мери пише и сатиричне текстове, хумористичне и епиграме. Његови афоризми су објављивани и објављују се у радио и телевизијским емисијама, у часописима и на друштвеним мрежама, порталима итд.
Активан је члан Клуба писаца „Коста Солев Рацин“ у Велесу.
Заступљен је у више антологија македонског, балканског и европског афоризма и у антологијама, алманасима, заједничким збиркама и антологијама сатире и поезије. Преведен на неке балканске језике, руски и енглески. Награђиван на већини македонских сатиричних конкурса, фестивала и манифестација и добитник деветоновембарске награде општине Велес за посебан допринос сатири и њеној афирмацији и афирмацији града у земљи и иностранству. Године 2023 добија књижевну награду „Коле Неделковски“. Као песник учествује и на многим песничким манифестацијама, на Дечјим Рациновим сусретима и фестивалима у Македонији.
Аутор је десет књига афоризама: 
- "Крлевизми" (2009):
- "Окралавени мисли" (2011),[2]
- "Крлук" (2014),[3]
- "Цветна пијаца" (2015),[4]
- "Изгорели смо у сенци" (2017),
- "Ум крлашке" (2018),
- "Одлетели од  крлетке" (2018),
- "Мисли без крлушке" (2019),
- „Крилате крлевизме“ (2019)
- "Крлевизми - одабрани афоризми" (2020)
- "На први поглед" (2018),
- "Мигум" (2023)
- збирка хаику поезије за децу „Осмех  у снегу“ (2023)[5]

## Извор
1. ↑  „Книга афоризми за жената од Атанас Крлевски”. kanal5.com.mk (на језику: македонски). Приступљено 2024-01-18.
2. ↑  „„Окрлавени мисли“ од Атанас Крлевски”. Daily.MK - Вести. Приступљено 2024-01-26.
3. ↑  Makedonika. „Атанас Крлевски КРЛУК (афоризми)”. Македоника Литера (на језику: енглески). Приступљено 2024-01-26.
4. ↑  „„Цветен пазар“, нова книга со афоризми од Атанас Крлевски” (на језику: македонски). 2015-04-20. Приступљено 2024-01-26.
5. ↑  admin (2023-04-13). „„Смајли во снегот“ од Атанас Крлевски промовирана пред велешани”. Библиотека Гоце Делчев (на језику: енглески). Приступљено 2024-01-26.